# 時間復興
《時間復興》（日語：クロノスタシア，CHRONOSTACIA）是「IDEA FACTORY」於2014年4月24日開始以PSP形式發售的女性向戀愛遊戲。

## 故事大綱
被「世界樹的大沙漏」所守護、繁榮昌盛的大領都阿爾比恩。
10年前，因「時間革命」而導致時間管理的技術達致普遍化。
人們都能夠把自己的時間寄存在時間銀行「BANK」，或者把它售出，換作短暫奢華享受。
不知不覺間，「時間」已經不再視為「無可取代的東西」了。
17歲的少女露西亞，從小開始便喪失記憶。
即使如此，她依然在叔叔經營的咖啡店中工作，過著平靜而安穩的每一天。
直到有一天，一則驚人的新聞傳遍整個領都。
「BANK中所保存的『時間』被神秘組織奪走了。世界所剩餘的時間不足99天而已！」
街上的生氣黯然失色，在變得困惑與混亂中，少女獲得了「細小的沙漏」。
當沙漏大放炫目的光芒際，強大的力量賦予少女手中。
這就是，通過感情「強制停止時間」的能力——時間復興。
世界仿佛處於熱鬧的祭典後，現在，感人的故事開始了。
露西亞與「重要的人」，讓感情乘上。

## 登場人物

### 主要角色
露西亞・索爾（Lucia・Sol）
遊戲的主角（可改名）。
有着棕髮側辮子以及紫藍色的瞳孔。與叔父霍利奇一起生活的少女。
平日在「可可的心暖」（ココノココノ）咖啡館幫忙工作。
再加上溫柔和平靜的性格相輔相成，經常成為店舖裡客人們的談話對象。
意外的消息傳出，讓熱鬧的寧靜小鎮大變，那時，她所持有的沙漏大放光芒。
恭吾・凪（Kyogo・Nagi）
配音員：逢坂良太　愛情觀：守護愛
有着藍色帶微紅的短髮以及綠紅色的瞳孔。
雖然粗鲁又腼腆，卻十分善解人意，是女主角的青梅竹馬。
正因天生運動神經發達，平時對保鏢這份工作十分勤力。
從小開始，就多次保護經常受到欺負的女主角，守在她的身邊。
因為某個原因，十分鄙視用時間作交易，所以從來不使用BANK的服務。
蒂奧（Tio）
配音員：松岡禎丞　愛情觀：忘卻愛
有着金色的短髮以及青草綠的瞳孔。
看似是深不可測的撒嬌孩子，實際上，他是一位名畫家，販賣的作品都價值連城。
搬到「可可的心暖」咖啡館的樓上作畫室，並長居於此。
感到高興時便會躍起，疲倦時便綣縮在睡，就如同貓般的存在。
不過，他的記憶保存不過一天，到第二天便會失去昨天的記憶。
克萊夫・尼爾（Clive・Neal）
配音員：綠川光　愛情觀：復讐愛
有着天藍色的短髮以及藍綠的異色瞳。被稱為「流動皇家圖書館」的天才。
自大的態度、不允許受到他人的幫助，重視法規。
偶爾，他會出現天才獨特的失言，但本人卻沒有為意。
是皇家警察「破壞之杖」的高級官僚，得到BANK的支援。
與他的冷言冷語相反，愛好甜食。
霍利奇・索爾（Holic・Sol）
配音員：藤原啓治　愛情觀：犧牲愛
有着銀色的長髮以及粉紫色的瞳孔。咖啡館「可可的心暖」的老闆。
10年前領養了無依無靠的女主角，一起生活至今。
是個大人的魅力與包容力兼備的「智者」，同時是個「怪人」。
因為他的感性超乎常人，所以偶爾不明白他話中的含意。
表面上他的身份是咖啡館的老闆，實際的身份卻籠罩在神秘當中。
伊凡（Eva）
配音員：阿部敦　愛情觀：略奪愛
有着香檳色的短髮上配以髮夾以及金色的瞳孔。
在人氣沸騰的馬戲團「露娜・競技場」中，得到最高誇獎的明星魔術師，偶像般的存在。
在各個地方演出，披露那種驚喜的魔術。
觀賞所支付的並不是金錢，而是觀眾的「時間」作為代價。
在紳士的笑容背後，兼具可疑似的的陰暗處。

### 其他角色
亞當（Adam）
配音員：阿部敦
在各個主角面前神出鬼没，神秘人物。
身上帶有危險的氣息，為對方留下大膽的微笑與奧秘的說話後便消失。
奧菲斯・雷克斯・阿爾比恩（Orpheus・Rex・Albion）
配音員：日野聰
第2任領都國王，也是皇家警察「破壞之杖」的最高權力者。
是一個一切舉止優雅，完美的王子殿下類型。
平日總是帶著面具隱藏自己的容貌。
瑪利蓮（Marilyn）
配音員：興津和幸
幫蒂奧打理畫廊的經理。
不但管理蒂奧的作品作買賣，更會照顧他生活的麻煩事。
顯然有點得意忘形，不過偶然看到目光頗為锋利敏锐的。
艾米路（Amyl）
配音員：羽多野渉
負責整個米德蘭的12人評議會代表。
為了掩藏真貌而戴著很大的兜帽，被籠罩神秘中的存在。
傳言說由他帶起「時間革命」，據說自己是一名科學家。

### 小熊
光熊（Holikuma）
配音員：藤田咲
光熊是由故障的暗熊所回收・改造而成的。
结果是∶被給予熊的第二生命去幫助元始的暗熊。
你是否不夠螺絲，喋喋不休著奇怪的語尾。
暗熊（Osakimakkuma）
配音員：藤田咲
BANK的官方吉祥物，同時是廣告塔。
也兼備移動型的ATM，作為眾人的時間儲蓄的窗口櫃位，佈滿整個街頭。動力不明。
根據BANK的官方設定似乎是「堵塞希望和夢想的容器」。
有些吵鬧，但不被人討厭的（？）存在。

## 工作人員
- BGM - 電氣式華憐音樂集團（日语：電気式華憐音楽集団）

## 主題歌曲
片頭曲「刻限のロンド」
作詞：磯谷佳江／作曲・編曲・歌：志方晶子
片尾曲「手の中の虹」
作詞・作曲・歌：霜月遙／編曲：安瀬聖

## 外部連結
- 時間復興 （页面存档备份，存于）